# نهنگ آبی (بازی)

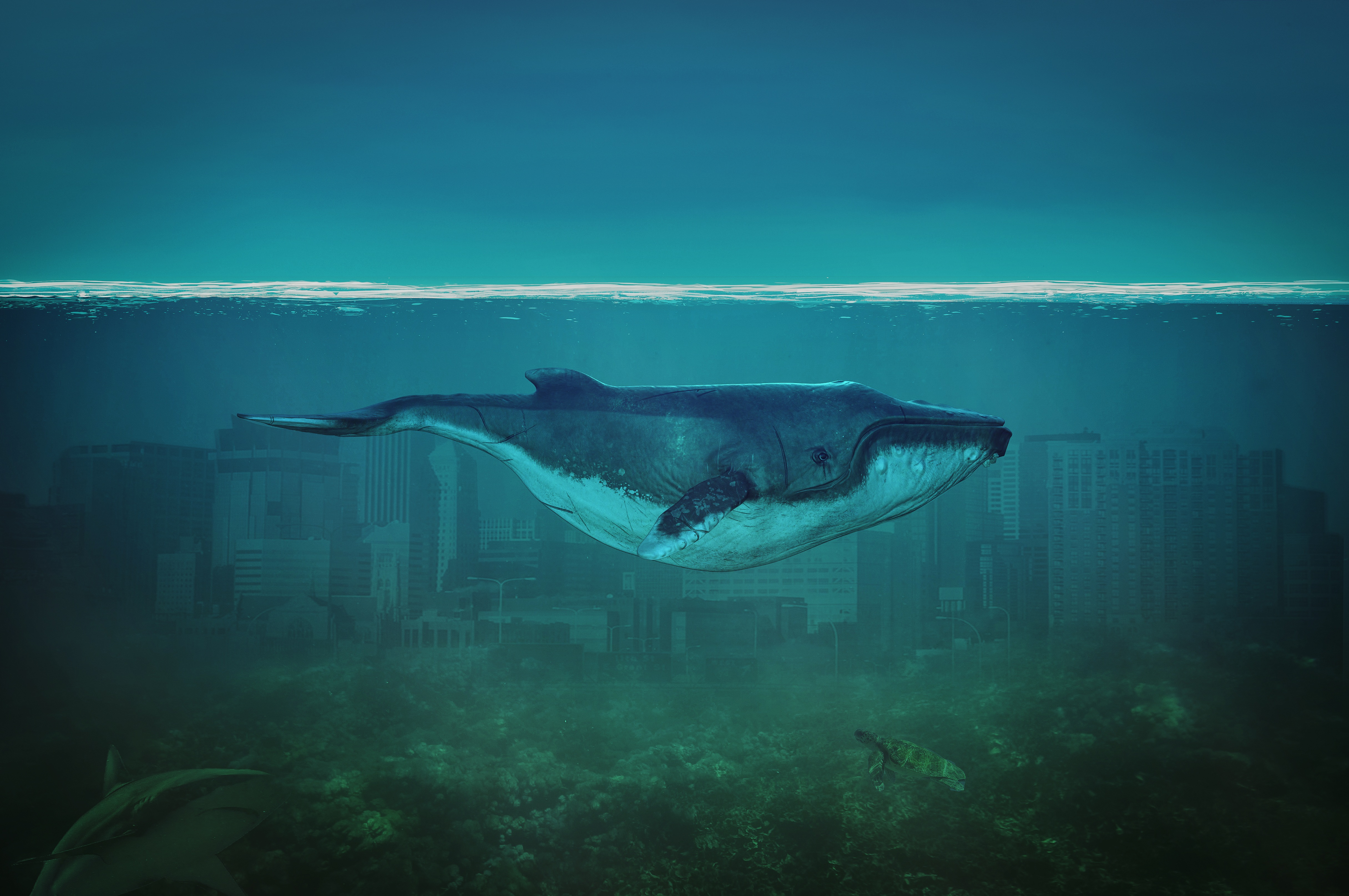
تصویر نهنگ آبی

بازی نهنگ آبی (روسی: Синий кит, Siniy kit) یا چالش نهنگ آبی پدیده‌ای در شبکه‌های اجتماعی است که ادعا می‌شود در چند کشور گزارش شده‌است. این «بازی» متشکل از چند چالش است در شبکه اجتماعی وی‌کی که مدیران، انجام این چالش‌ها را در طول ۵۰ روز به بازیکنان واگذار می‌کنند و در چالش پایانی، بازیکن نیاز به انجام خودکشی دارد. اصطلاح «نهنگ آبی» مربوط به پدیده خودکشی نهنگ‌ها می‌شود.
کارشناسان از گزارش‌های نادقیق و جنجال‌آفرینی مطبوعات در گزارش این موضوع انتقاد کرده‌اند.
تاکنون ارتباطی بین خودکشی‌های گزارش‌شده در مطبوعات و این بازی اثبات نشده است. با این حال، این امکان وجود دارد که این پدیده منجر به رفتارهای تقلیدی خودآزارانه و خودکشی تقلیدی شده باشد.

## چگونگی
بنابر گزارش‌های خبری، با ورود و ثبت نام، اعضاء «نهنگ» نامیده می‌شوند. در این چالش اینترنتی ۵۰ مرحله‌ای از مخاطبان بیشتر نوجوانان خواسته می‌شود روزانه کاری را که از آنها خواسته شده انجام دهند و در پایان، عکس یا فیلمی از خود بفرستند تا بتوانند وارد مرحله بعد شوند. برای نمونه، یکی از چالش‌های آن کشیدن یک نهنگ آبی روی دست است و پس از آن از کاربر خواسته می‌شود نیمه‌شب بیدار شود، یک فیلم ترسناک نگاه کند، لب خود را بِبُرد، روی دست خود با چاقو واژه‌ای را حک کند، بالای یک ساختمان بلند با پاهای آویزان از خود عکس بیندازد. البته این بازی توسط ادمین‌های دیگر، به شکل چالش‌های گوناگون و متفاوت اجرا می‌شود. نهنگ آبی در سال ۲۰۱۳ در روسیه و با "F57" یکی از نام‌های به اصطلاح «گروه مرگ» شبکه اجتماعی وی‌کی آغاز شد.

## پدید آورنده و مراحل
در سال ۲۰۱۶ فیلیپ بودکین دانشجوی پیشین روانشناسی ۲۲ ساله که از دانشگاه اخراج شد، ادعا کرد که او بازی را در سال ۲۰۱۳ (میلادی) اختراع کرده‌است. او میگوید زمانی که در دانشگاه بودم استادم من را به خاطر دختری که با او در ارتباط بودم تهدید میکرد که با آن دختر قطع ارتباط کنم و بعد از اینکه از دانشگاه اخراج شدم فهمیدم که استادم با دوست دخترم رابطه داشته است و تلاش کردم این بازی را بسازم و آن را در اختیار فرزند استادم قرار بدهم و همین کار را هم کردم و بعد از ۶۰ روز فرزند استادم که ۱۴ سال سن داشت، خود را روی ریل قطار انداخت و خودکشی کرد.
بودکین اعلام کرد که هدف او این بود که برای «پاک کردن» جامعه و با فشار به کسانی که گفته می‌شود هیچ ارزشی ندارند آنها را وادار به خودکشی کند. با این وجود او ادعای بی گناهی می‌کند و اعلام کرده که این بازی فقط سرگرم‌کننده است. بودیکین در زندان کریستی سن پترزبورگ بازداشت و در مه ۲۰۱۶ به دلیل تحریک دست کم ۱۶ دختر نوجوان به خودکشی، مجرم شناخته شد.
در ژوئن ۲۰۱۷ ایلیا سیدوروف پستچی در مسکو دستگیر شد. او همچنین متهم به تشکیل گروه «نهنگ آبی» برای تشویق کودکان به صدمه به خود و در نهایت خودکشی شد. او ادعا کرد که ۳۲ کودک را به پیوستن به گروهش و دنبال کردن دستورها متقاعد کرده‌است.
در هنگام دادرسی به شکایت‌ها علیه فیلیپ بودکین معلوم شد که ادعای او نادرست بوده و تنها به خاطر شناخته شدن، چنین ادعایی کرده‌است.

## تردید
بسیاری از کارشناسان بر این باورند که «نهنگ آبی» در اصل حقهای ساختگی و اغراق‌شده‌است و افرادی آن را به منظور دست انداختن مخاطب پرداخته‌اند. با وجود مطالب زیادی که دربارهٔ این چالش نوشته شده، هیچ مورد ثابت‌شده‌ای از ارتباط بین خودکشی این گروه‌ها و نهنگ آبی وجود ندارد. بر پایه پژوهش انجام شده در دانشگاه دولتی روسیه این احتمال وجود دارد که روزنامه نگاران و پدر و مادرهای نگران با در کنار هم گذاشتن عناصر متناقض به این نتیجه نادرست رسیده باشند که عامل خودکشی فرزندان آنها بازی نهنگ آبی است. درحالیکه دلیل اصلی آن اختلال افسردگی عمده و بحران نوجوانی است.پس از تحقیقات در مورد اثر این بازی روی نوجوانان متوجه این شدند که دلیل خودکشی نوجوانان بخاطر اهنگ و موسیقی این بازی شده . و در صورت عادی گوش دادن به این اهنگ خطری را برای نو جوانان تهدید نمیکند.طی مصاحبه های انجام شده از جوانان متوجه این شدند که خود کشی های مبنی بر این بازی واقعیت داشته و دلیل اصلی این خود کشی ها بازی نهنگ ابی بوده است.
با این حال، این امکان وجود دارد که این پدیده منجر به رفتارهای تقلیدی خودآزارانه و خودکشی تقلیدی شده باشد.

## تناقضات خبری در ایران
دو دختر نوجوان نیز از روی پل شهید چمران در شهر اصفهان خود را به پایین پرتاب کردند. این دو نوجوان قبل از پرت کردن خود با یک دوربین، فیلمی از خود را به عنوان وصیت ضبط کردند که در آن حالتی از هیجان بدون غم و همراه با احساس ترس و تمسخر احساس ترس پیش از خودکشی به نظر می‌رسد که روی شبکه‌های اجتماعی به صورت گسترده منتشر شد و خداحافظی عاشقانه با دوستان پسر خود بوده که در آن از بهشت و برزخ پس از مرگ صحبت می‌کنند. پیرو این ویدئو پزشک روانشناس فاطمه قاسم‌زاده در مصاحبه با روزنامه جام جم تناقض جدی بین این ویدئو و ادعای ارتباط خودکشی با بازی نهنگ آبی را مطرح کرد و اینکه این خودکشی به این بازی مرتبط نبوده‌است. بلکه بیشتر ریشه در نواقص آموزش‌های مهارت زندگی در جامعه دارد. این در حالی است که پیش از این سردار مهدی معصوم بیگی در خبرگزاری‌ها مدعی شده بود که این دو دختر پیش از سقوط از روی پل با ضبط یک پیام صوتی با «خانواده خود» خداحافظی کردند و در پیام آمده که آنها به‌دلیل بازی آنلاین نهنگ آبی دست به این اقدام می‌زنند. محمدجواد آذری جهرمی، وزیر ارتباطات و فناوری اطلاعات، ارتباط این خودکشی‌ها با چالش نهنگ آبی را تکذیب کرد و گفت: «خودکشی‌های اصفهان هیچ ربطی به چالش نهنگ آبی نداشته و این چالش اتفاق نیفتاده اما باید مراقب باشیم.»